# Église du Linceul-de-la-Mère-de-Dieu d'Agino Selo
Pour les articles homonymes, voir Église du Linceul-de-la-Mère-de-Dieu.
L'église du Linceul-de-la-Mère-de-Dieu (en serbe cyrillique : Храм Покрова Пресвете Богородице ; en serbe latin : Hram Pokrova Presvete Bogorodice) est située en Bosnie-Herzégovine, sur le territoire du village d'Agino Selo et sur celui de la Ville de Banja Luka. Cette église a été construite en 1896.